# Миновалова, Нина Фёдоровна
Нина Фёдоровна Миновалова (26 февраля 1936, Москва — 24 июня 2021, Москва) — ткачиха Московского шёлкового комбината имени Розы Люксембург «Красная Роза».

## Биография
Родилась 26 февраля 1936 года в Москве. С начала 1950-х годов работала ткачихой на комбинате имени Розы Люксембург «Красная Роза». Первой наставницей Нины Миноваловой стала инструктор Мария Фёдоровна Яковлева, а затем — Герой Социалистического Труда Валентина Ивановна Бобкова. К концу 1970-х годов Нина Миновалова одновременно обслуживала 91 ткацкий станок, что в 2,5 раза превышало отраслевую норму. Брала на себя обязательства по досрочному выполнению пятилетних планов.
За досрочное выполнение плана восьмой пятилетки в 1971 году была награждена орденом Ленина. В 1982 году она стала лауреатом Государственной премии СССР — «за большой личный вклад в дело увеличения выпуска и улучшения качества товаров народного потребления». 2 июля 1984 года Нина Миновалова была удостоена звания Героя Социалистического Труда — «за достижение выдающихся успехов в повышении производительности труда, досрочное выполнение плановых заданий одиннадцатой пятилетки и принятых социалистических обязательств, большой творческий вклад в производство товаров народного потребления и улучшение их качества».
В 1968 году вступила в КПСС. На своей фабрике являлась партгруппоргом. Избиралась делегатом XXVI (1981) и XXVII (1986) съездов КПСС. Входила в состав Центральной ревизионной комиссии КПСС (1981—1986).
Проработала на комбинате «Красная Роза» до выхода на пенсию. Жила в Москве. Умерла 24 июня 2021 года. Похоронена в Москве на Хованском кладбище.